# NGC 5684
NGC 5684 ist eine Linsenförmige Galaxie vom Hubble-Typ S0 im Sternbild Bärenhüter und etwa 187 Millionen Lichtjahre von der Milchstraße entfernt.
Sie wurde am 1. Mai 1785 von Wilhelm Herschel mit einem 18,7-Zoll-Spiegelteleskop entdeckt, der sie dabei mit „vF, vS“ beschrieb.